# Eulophia trilamellata
Eulophia trilamellata är en orkidéart som beskrevs av De Wild. Eulophia trilamellata ingår i släktet Eulophia och familjen orkidéer. Inga underarter finns listade i Catalogue of Life.